# Bob Heeringa
Bob Heeringa (Heiloo, 12 juni 1939) is een Nederlands voormalig politicus van het CDA. Heeringa was slechts korte tijd Kamerlid, namelijk een periode van negen maanden. Als Kamerlid hield hij zich voornamelijk bezig met de volksgezondheid. In de korte tijd dat hij Kamerlid was kon hij niet genoeg op de voorgrond treden om ook maar kans te maken op herverkiezing. Voordat hij de politiek in ging, werkte hij als bedrijfseconoom na een studie bedrijfseconomie aan de Vrije Universiteit Amsterdam te hebben afgerond. Hij vervulde ook andere economische taken, als economisch directeur en voorzitter bij economische organisaties. Hij was bij verschillende organisaties voorzitter, waaronder bij de Raad van Commissarissen van de Rabobank (waar hij ook enige tijd bestuurslid was) en de Ziekenfondsraad.
- Parlement.com: vg09llmdldyy